# Atoll électronique
Pour les articles homonymes, voir Atoll (homonymie).
 (mai 2018).
Atoll électronique est une société française spécialisée dans la conception et la fabrication d'appareils électroacoustiques de haute-fidélité, créée en 1997.
Elle est installée à Brecey dans la Manche, en Normandie.
Les appareils sont destinés au grand public audiophile. La gamme comprend des :
- amplificateurs et pré-amplificateurs ;
- lecteurs de CD ;
- tuners ;
- lecteurs de réseau.